# Apach
Apach (in lussemburghese Opech, in tedesco Apach) è un comune francese di 979 abitanti situato nel dipartimento della Mosella, nella regione del Grand Est (valle della Mosella), poco lontano dal confine con Lussemburgo e Germania.

## Società

### Evoluzione demografica
Abitanti censiti